# Jan Kazimierz Gołuchowski
Jan Kazimierz Gołuchowski herbu  Leliwa – marszałek Trybunału Głównego Koronnego w 1679 roku, starosta radomski w 1678 roku, stolnik mielnicki w latach 1671–1677, łowczy bielski w latach 1660-1671.
Był elektorem Michała Korybuta Wiśniowieckiego z ziemi mielnickiej w 1669 roku.